# Chalid al-Falih

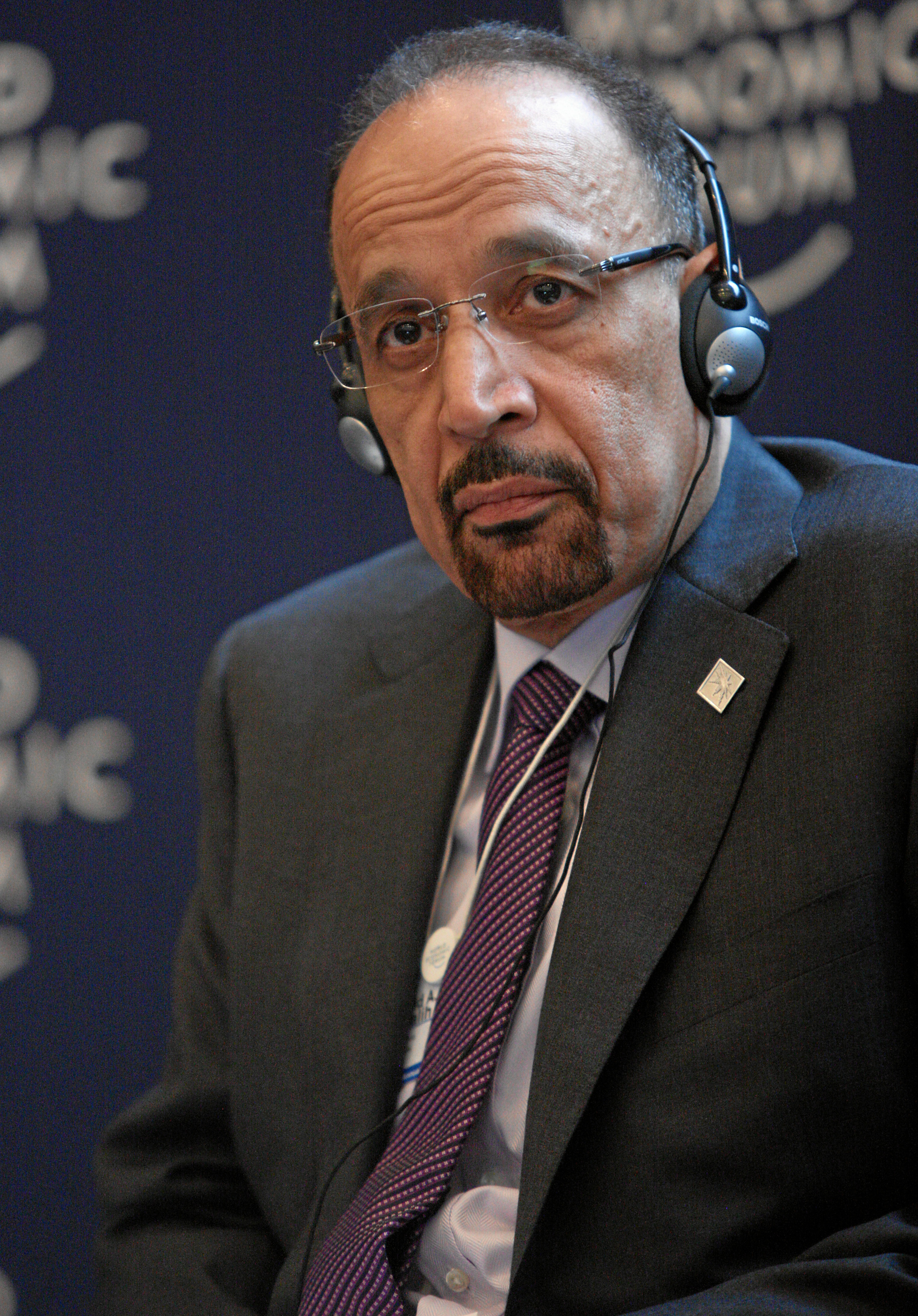
Chalid al-Falih

Chalid al-Falih oder Khalid al-Falih (vollständiger Name arabisch خالد بن عبد العزيز الفالح, DMG Ḫālid bin ʿAbd al-ʿAzīz al-Fāliḥ; * 1960 in Riad) ist ein saudi-arabischer Manager. Er war vom 7. Mai 2016 bis zum 7. September 2019 Minister für Erdöl.

## Leben
Al-Falih studierte an der Texas A&M University Maschinenbau und erwarb 1982 an der King Fahd University of Petroleum and Minerals einen Master of Business Administration. Ab 1979 arbeitete er für den saudi-arabischen Erdölkonzern Saudi Aramco und stieg rasch im Unternehmen auf. Im Juli 1999 wurde er Präsident der Petron Corporation, einem Joint Venture von Saudi Aramco und der Philippine National Oil Company. Schon im September 2000 kehrte er aber zu Saudi Aramco zurück und wurde 2001 Stellvertretender Vorsitzender der Abteilung Gas Ventures Development and Coordination. Im Oktober 2004 wurde al-Falih Mitglied des Vorstandes von Saudi Aramco und Vorsitzender von South Rub' al-Khali, einem Joint Venture von Shell, Total und Saudi Aramco. Ab 2007 war er Executive Vice President of Operations.
Ab 2009 war al-Falih Nachfolger von Abdallah Dschumʿa als CEO (Präsident und Geschäftsführer) des Unternehmens.
Al-Falih ist Sprecher des Arbeitskreises „Öl & Gas“ des Weltwirtschaftsforums. Er ist Mitglied in Kontrollgremien mehrerer Universitäten in Saudi-Arabien und dem Ausland, darunter in den Aufsichtsräten der König-Abdullah-Universität für Wissenschaft und Technologie (Gründungsmitglied seit 2008) und der American University of Sharjah (seit 2014). Im Jahr 2013 wurde er gewähltes Mitglied (Fellow) der Royal Academy of Engineering
Al-Falih wird seit 2011 in der Liste der 100 einflussreichsten Manager der Seefahrtsbranche der Lloyd’s List unter den ersten 15 geführt; im Jahr 2012 belegte er dort Platz 8. Die Zeitung sieht al-Falih als Vorstandsvorsitzenden des größten Erdölförderers im „Zentrum der Weltwirtschaft“. Das Forbes Magazine bezeichnet al-Falih als „Öl-König“.
Per Dekret wurde al-Falih durch den saudischen König und Premierminister Salman ibn Abd al-Aziz am 7. Mai 2016 zum Minister für Erdöl ernannt. Er wurde damit Nachfolger des zuvor seit 1995 amtierenden Ölministers Ali Al-Naimi. Am 7. September 2019 wurde al-Falih von seinem Amt entbunden. König Salman ernannte seinen Sohn Prinz Abd al-Aziz bin Salman Al Saud als Nachfolger.
Der Schritt des saudischen Königshauses überraschte und wurde von der staatlichen Presseagentur SPA ohne Angabe von Gründen mitgeteilt.
Allerdings hatte er wenige Tage zuvor bereits seinen Chefposten bei Aramco verloren, und zuvor war der Aufgabenbereich seines Ministeriums reduziert worden.

## Privates
Al-Falih ist verheiratet und wohnt mit seiner Familie in Dhahran.